# Arbaaz Khan
Arbaaz Khan (Mumbai, 4 agosto 1967) è un attore indiano.

## Biografia
È figlio dello sceneggiatore Salim Khan e fratello di Salman e Sohail Khan. È sposato con l'attrice e modella Malaika Arora, sorella di Amrita Arora. Nel 2003 sua moglie ha dato alla luce un bambino di nome Arhaan. Ha esordito a Bollywood con il film Daraar nel 1996. In seguito ha recitato in molte pellicole di successo.

## Filmografia
- Daraar (1996) ... Naseem Kazmi
- Sham Ghansham (1998) ... Ghansham
- Pyaar Kiya To Darna Kya (1998) ... Vishal Thakur
- Mehndi (1998)
- Hello Brother (1999) ... Ispettore Vishal
- Jeetenge Hum (2001)
- Maa Tujhhe Salaam (2002) ... Albaksh
- Yeh Mohabbat Hai (2002) ... Abdul Jamil
- Tumko Na Bhool Paayenge (2002) ... Veer Singh Thakur
- Soch (2002) ... Om
- Karishma: A Miracle of Destiny (2003) Serie TV
- Qayamat: City Under Threat (2003) ... Ali Ramani
- Kuch Naa Kaho (2003) ... Sanjeev Shrivasta
- Garv: Pride and Honour (2004) ... Ispettore Hyder Ali
- Wajahh: A Reason to Kill (2004) ... Dottor Aditya Bhaghwat
- Hulchul (2004) ... Shakti
- Taj Mahal: An Eternal Love Story (2005) ... Imperatore Aurangzeb
- Maine Pyar Kyun Kiya? (2005) (non accreditato) ... uomo sull'aeroplano
- Jai Chiranjeeva  (2005).... Pasupathi (in telugu)
- Malamaal Weekly  (2006).... Ispettore
- Bhagam Bhag (2006) ..... Vikram Chauhan
- Bajrang - He Man (2006)....Pasupathi
- Fool and Final (2007) ... Moscow Chikna
- Shootout at Lokhandwala (2007) .... Jawed Sheikh
- Om Shanti Om (2007) ... Comparsa speciale nella canzone Deewangi Deewangi
- Dus Kahaniyaan (2007)
- Dabangg (2010)
- Dabangg 2 (2012)
- Santoṣ (2024) ... Salim